# Richard Bona
Richard Bona (Minta, Camerún, 28 de octubre de 1967) es un cantante, compositor y multiinstrumentista camerunés de jazz y jazz fusión, especializado en el bajo eléctrico, instrumento del que es uno de los máximos exponentes actuales.

## Biografía
Richard Bona nació el 28 de octubre de 1967 en Minta, una pequeña localidad del Camerún oriental. Comenzó tocando el balafón con tan solo cuatro años, estimulado por su madre y su abuelo, quien le había construido el instrumento que el niño tocaba más de doce horas diarias.
Con cinco años el pequeño Bona ya actuaba en la iglesia local, donde rápidamente se convirtió en una pequeña leyenda local, un niño prodigio cuyos espectáculos en bodas, bautizos y pequeñas fiestas todos querían contemplar. 
Con 11 años se trasladó con su padre a la localidad portuaria de Douala y allí se dio cuenta de que para atraer más público necesitaría aprender un nuevo instrumento, más moderno. Usando flautas y guitarras que él mismo se había fabricado con latas de aceite y alambres de bicicleta, finalmente encontró trabajo como guitarrista en una banda de Douala.
En 1980 el dueño de un club local pidió a Bona que formase una banda de jazz para su establecimiento, dándole acceso a su colección de vinilos. Cuando Bona escuchó impresionado el disco de debut de Jaco Pastorius, decidió cambiar de instrumento principal, adoptando desde entonces como instrumento principal el bajo eléctrico.
Tras la muerte de su padre en 1985, Bona decidió abandonar Camerún para instalarse en París en 1989 con tan sólo 22 años. Allí su fama como virtuoso no hacía más que crecer en cada una de sus apariciones en los clubs de jazz locales, junto a músicos como Didier Lockwood, Marc Ducret, Manu Dibango o Salif Keïta. Richard continuó profundizando su estudio de la obra de grandes músicos de jazz como Miles Davis, Chet Baker o Ben Webster.
Se inscribió en una escuela de música para perfeccionar sus habilidades como compositor y creó una banda propia llamada Point Cardinale. Finalmente, el teclista Joe Zawinul, en su constante búsqueda de nuevos talentos, advirtió la presencia del joven bajista en los clubes parisinos y lo fichó para su álbum de 1996' 'My People', lo que supuso el estreno discográfico del bajista como acompañante de un nombre de relevancia internacional. 
En 1995, animado por el guitarrista Mike Stern, Bona abandonó París para establecerse en Nueva York, en cuya jam scene causaría un inmediato y notable impacto; de repente, Richard se encontró trabajando con los mayores nombres de la escena de jazz mundial, como Mike Stern, Randy Brecker, Michael Brecker, Bob James, Chick Corea, Bobby McFerrin o Branford Marsalis entre otros muchos.
En 1998, Bona grabó el primero de sus cuatro álbumes en solitario, Scenes From My Life, y un año más tarde se embarcaría como corista y percusionista en una gira mundial con Pat Metheny Group, junto a Steve Rodby, el bajista de la banda. En el 2004 Bona forma su propio sexteto fijo con el que ha recorrido los principales festivales de jazz del mundo. 
Aunque desde entonces el músico se ha focalizado en sus proyectos en solitario, aún mantiene una apretada agenda de colaboraciones, además de actuar esporádicamente con Mike Stern, Steps Ahead o la Jaco Pastorius Big Band en distintos locales de Nueva York.
En julio de 2017 sale publicado el disco Two parts of me del guitarrista Antonio Rey, en el cual colabora en la canción que lleva el mismo nombre del disco.

## Valoración
Es fácil comprobar mediante un rápido vistazo a su trayectoria que Bona ha trabajado con los más importantes músicos de la escena neoyorquina, y que lo ha hecho abarcando una amplísima variedad de registros estilísticos, que van desde el jazz hasta el funk o el pop.
Bona es un cantante muy capaz y un multinstrumentista con una increíble capacidad natural de aprender a tocar cualquier instrumento nuevo tan sólo mirando como es ejecutado. En lo que respecta a sus aportaciones en el bajo eléctrico, Bona es uno de los mayores virtuosos de la actualidad y una de las figuras que más atención atrae de parte de las revistas especializadas y de los aficionados al instrumento. 
Bona es músico y compositor antes que bajista, y su música es una obra integral donde cada instrumento tiene un papel diseñado para contribuir equitativa y musicalmente a la esencia del tema y un espacio cuyo centro está ocupado por la melodía, y no por ningún instrumento particular. Esta concepción, además de contribuir a acercar las propuestas de Bona a un público mucho más amplio, le ha proporcionado una credibilidad como compositor entre los críticos especializados que no es nada fácil encontrar en muchos de sus colegas bajistas.
El lenguaje de Bona en su doble vertiente de compositor y músico, refleja sus múltiples y variadas influencias (desde las complejas armonías características del jazz hasta los intrincados poliritmos característicos de las músicas tradicionales africanas, pasando por la importancia de la melodía que se deriva del interés del músico en el pop y el soul).
Aunque Richard Bona posee un amplio arsenal de bajos eléctricos, mantiene desde hace años un contrato de endorsement con la firma norteamericana Fodera que le lleva a usar preferentemente los instrumentos fabricados por esta marca en los conciertos y grabaciones del artista.

## Discografía
- Scenes from My Life. 1999
- Kaze Ga Kureta Melody. 2000
- Reverence (R. Bona)|Reverence. 2001
- Munia: The Tale. 2003
- Toto Bona Lokua. 2005
- Tiki (R. Bona)|Tiki. 2006
- Bona Makes You Sweat: Live. 2008
- The Ten Shades of Blues. 2010
- Bonafied. 2013
- Heritage. 2016

## Galería

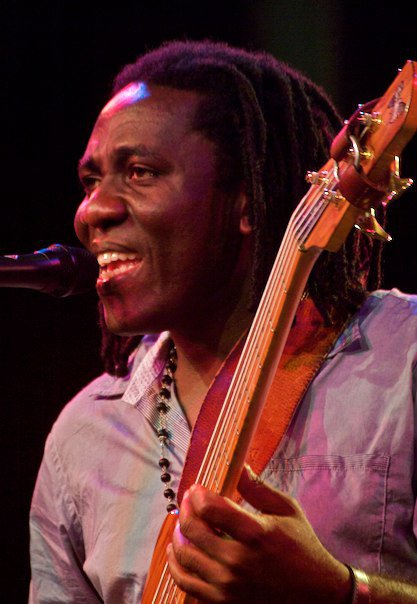
Malta Jazz Festival 2010.
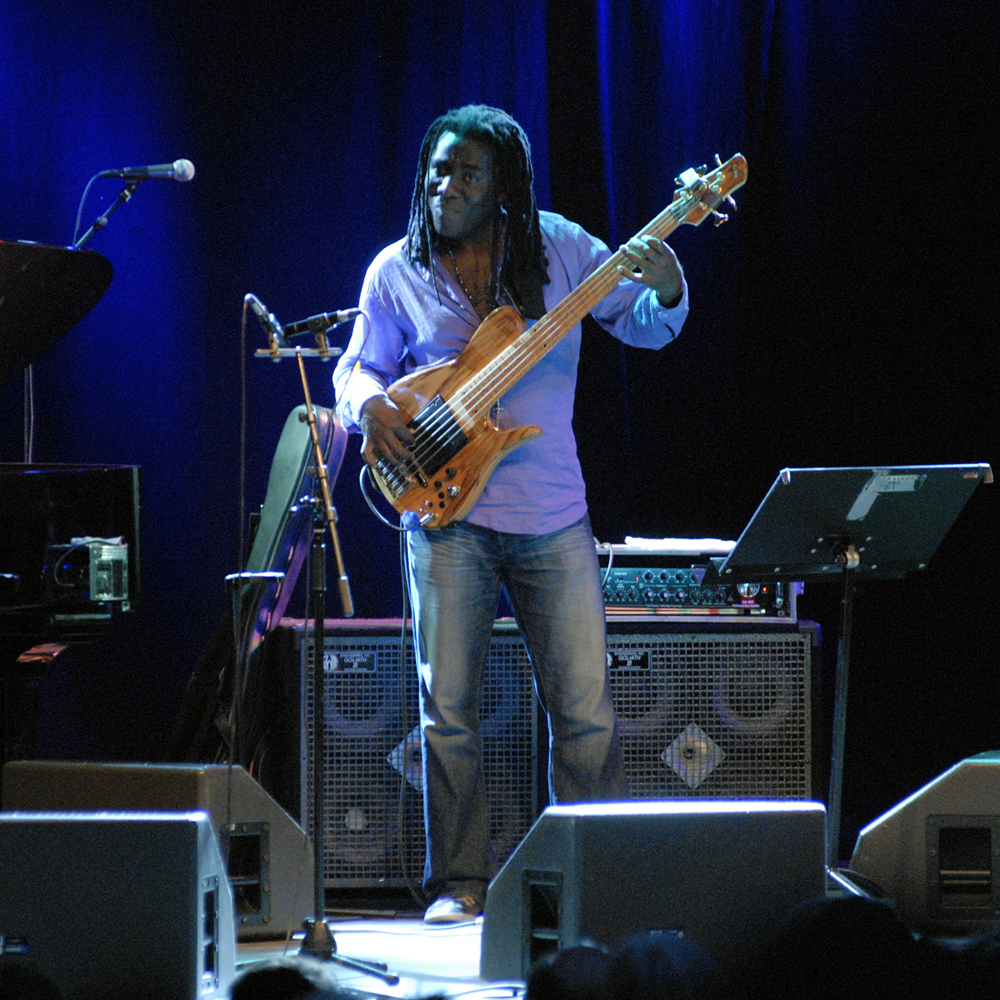
Stockholm Jazz Festival 2009.
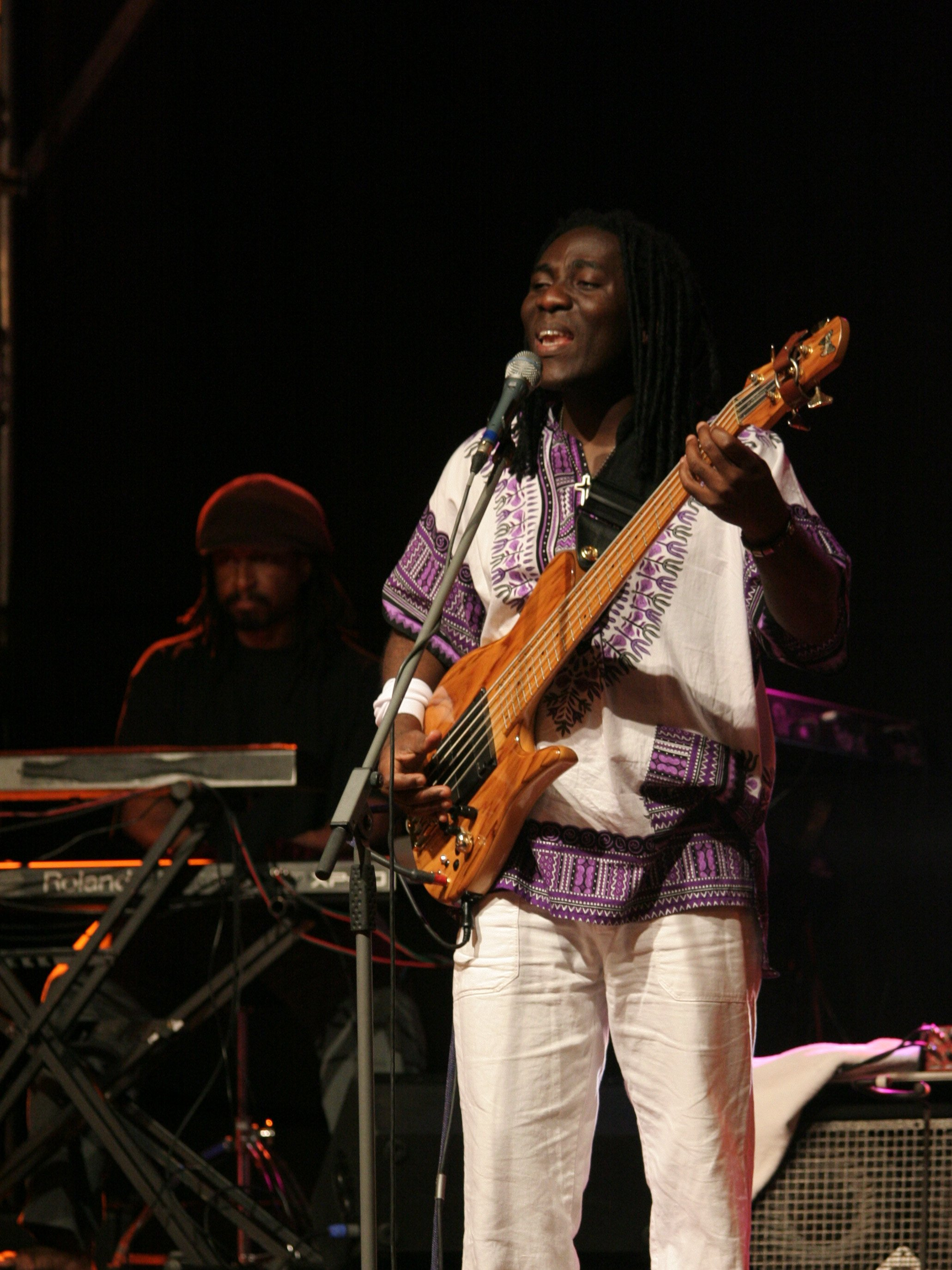
Torun, Polonia, 2007.
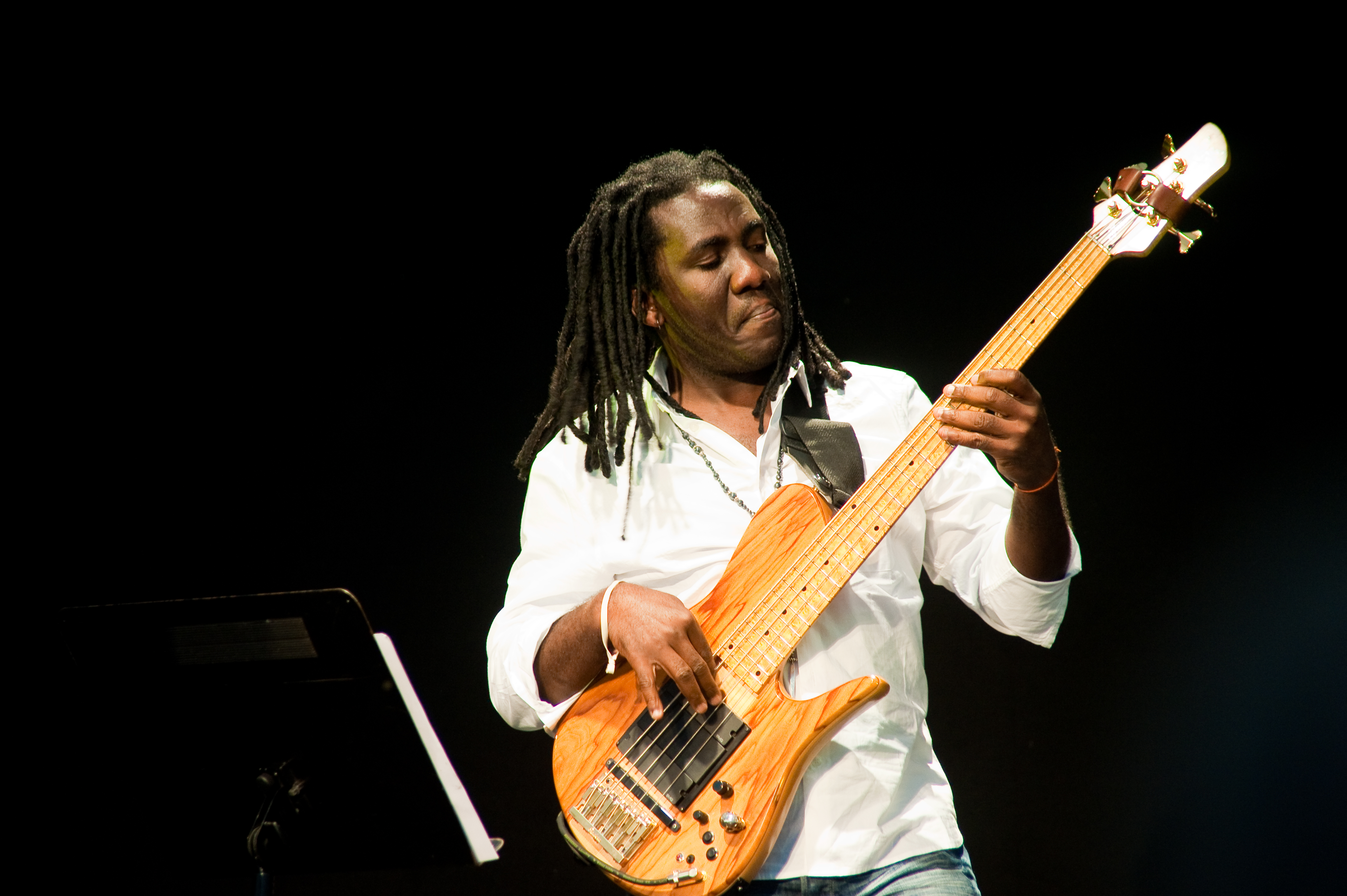
Dinant Jazz Nights, 2009.
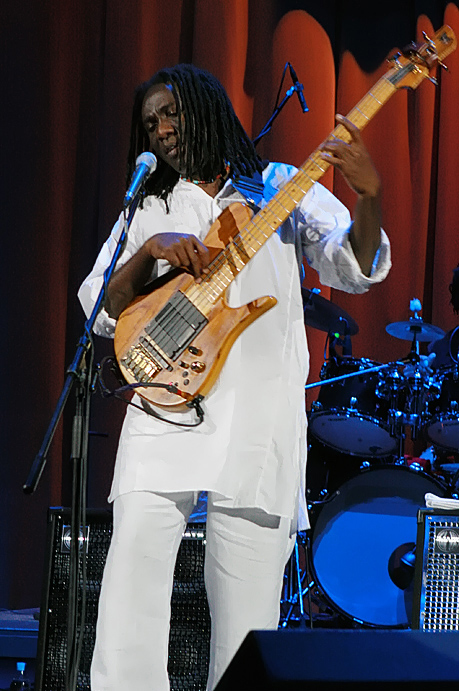
JVC Jazz Festival, Varsovia, 2006.